# Španělská kaple
Španělská kaple neboli Poutní kaple Panny Marie Bolestné je barokní kaple v Novém Jičíně. Původně dřevěná kaple, která byla postavena v roce 1621 na místě pochování španělských císařských jednotek, které byly pobity protestantskými jednotkami krnovského markraběte Jana Jiřího Krnovského v bitvě u Nového Jičína

## Historie
V roce 1787 rozhodl Josef II. zrušit kapli a přeměnit ji ve sklad soli. Jako sklad soli fungovala až do roku 1841, kdy byla vysvěcena a hned poté se obnovily bohoslužby. V letech 1863 a 1864 probíhaly na kapli různé úpravy (například byla přistavěna věž) a vzhled kaple se po dokončení úprav již neměnil až do dnešních dnů.

## Současnost
V současné době je kaple v areálu Smetanových sadů v Novém Jičíně a naproti kapli stojí novojičínská okresní nemocnice. Součástí inventáře kaple je i mechanický betlém, který je vystaven v době vánočních svátků.